# نام ایرانی

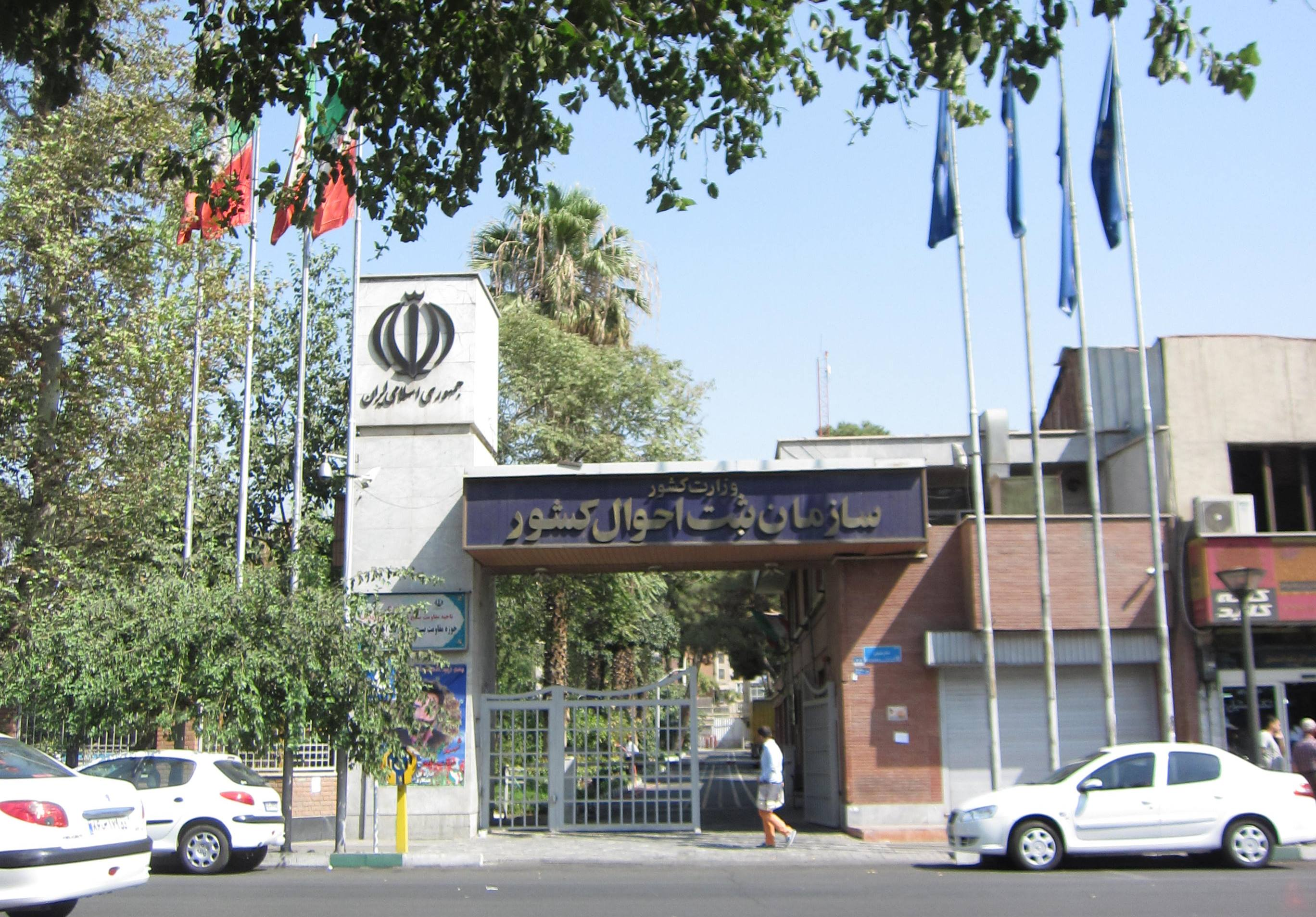
سازمان ثبت احوال ایران در خیابان امام خمینی تهران

نام ایرانی شامل یک نام داده شده و نام خانوادگی و گاهی بیش از یک نام و نام خانوادگی است.
سازمان ثبت احوال ایران وظیفه اجرای قوانین و نظارت در خصوص هر گونه ثبت، حذف و تغییر نام افراد با تابعیت ایرانی و صدور مدارک هویتی مانند شناسنامه و کارت ملی را بر عهده دارد.

## نامگذاری
از زمان فتح ایران توسط اعراب مسلمان، بیشتر نام‌های در ایران از عربی گرفته شده اگر چه امروزه نسل جدید ایرانیان با توجه به حس ایرانی ، نام های ایرانی برمی‌گزینند مانند: سام ، کاوه .
مسیحیان و اقلیت‌های مذهبی ایرانی نیز نام‌های مشتق از زبان عربی غیرقابل تشخیص از همسایگان مسلمان خود یا نام‌های یونانی، آشوری، ارمنی یا از نام به خصوص استفاده می‌کنند. بسیاری از ایرانیان مسیحی، ایرانی‌ارمنی هستند.
بسیاری از نام‌های ایرانی از کتاب بزرگ ادبیات فارسی، شاهنامه (حماسه پادشاهان) آمده است؛ که توسط فردوسی آورده شده‌است و توسط بسیاری شاهکار ادبیات فارسی شناخته شده‌است و توسط همه ایرانیان ارزشمند است. حدود ۱۰٪ -۱۵٪ از همه نام‌های ایرانی از شاهنامه هستند.

## نام خانوادگی
قبل از سال ۱۹۱۹، در ایران از نام خانوادگی استفاده نمی‌شد. استفاده از نام خانوادگی در سال ۱۲۹۷ شمسی (۱۹۱۹) توسط دولت حسن وثوق پیشنهاد و تا حدودی اجرایی شد و در زمان سلطنت رضاشاه (۱۳۱۹–۱۳۰۳) با صدور شناسنامه برای تمام ایرانیان گسترش یافت. قبل از آن، نام یک فرد اغلب با ترکیبی از نام، لقب، عنوان، سمت، شغل و محل تولد با پیشوند و پسوند، مشخص می‌شد. از زمان تصویب نام خانوادگی، محمدی، حسینی، احمدی، به محبوب‌ترین گزینش در ایران تبدیل شده‌است.
در بسیاری از موارد نام خانوادگی افراد در ایران با نام منطقه، شهرستان، شهر، یا حتی روستا و محل زندگی ترکیب شد، مانند: نوری، خراسانی، مازندرانی، لرستانی، کردستانی، تهرانی، اصفهانی، تبریزی، همدانی، شیرازی و...
و نمونه‌هایی از نام خانوادگی مشترک در ایران با مناطقی از قفقاز که از طریق عهدنامه گلستان (۱۸۱۳) و عهدنامه ترکمانچای (۱۸۲۸) به امپراطوری روسیه واگذار شد: داغستانی، قره‌باغی، شیروانی، ایروانی، لنکرانی
در اصلاحات سکولاریزاسیون و مدرنیزاسیون در زمان رضا شاه استفاده از نام خانوادگی اجباری شد، الگوهای مشابه معاصر آن در ترکیه توسط مصطفی کمال آتاتورک، و بعد از آن در مصر تحت جمال عبدالناصر اجرا شد.

## رایج‌ترین نام‌ها

### مردان
- نام‌های عربی گرفته شده از بزرگان دینی و مذهبی و پیامبران، مانند: محمد، علی، ابوالفضل، حسین، حمزه، ابراهیم، یوسف، موسی به صورت تک یا ترکیب: محمدحسین، علیرضا، غلامعلی، محمدابراهیم که عموماً توسط شیعیان ایران استفاده می‌شود و فرقه‌های دیگر مذهبی و اسلامی از نام‌های متداول در این خصوص استفاده می‌نمایند: عثمان،
- نام‌هایی که کنیه و القاب شخصیت‌های دینی و مذهبی است: مصطفی، ابوالفضل، سجاد، رضا، مهدی، خلیل
- نام‌ها و صفت‌های عربی و قرآنی و متصل به نام خداوند: عبدالله، ماشاءالله، منصور، جمال، ذوالفقار
- نام‌هایی که ریشه فارسی دارند و عموماً از شخصیت‌های شاهنامه و اسطوره‌های ایران باستان یا پادشاهان و قهرمانان سلسله‌های گوناگون مشتق می‌شوند:آریا، اردشیر، ارشیا ،بابک، بیژن، جمشید، دانا، کاوه، داریوش، خشایار، سورنا، ساسان، گشتاسپ، فرامرز، زانا، زرتشت، بزرگمهر، مهرداد، یزدان و ...

- برخی نام‌ها که ریشه در اسطوره‌ها یا شخصیت‌های تاریخی غیربومی دارند، به دلایل مختلفی چون تأثیرات فرهنگی، روایت‌های تاریخی یا رایج بودن در دوره‌ای خاص، همچنان در میان برخی خانواده‌ها مورد استفاده قرار می‌گیرند. دربارهٔ این نام‌ها گاه دیدگاه‌های متفاوتی وجود دارد، به‌ویژه هنگامی که با چهره‌هایی مرتبط دانسته می‌شوند که در حافظه تاریخی ایرانیان چهره‌هایی در تقابل با هویت یا سرگذشت ایران به‌شمار می‌روند. از جمله این نام‌ها می‌توان به این موارد اشاره کرد: آتیلا، افراسیاب، اسکندر، چنگیز، تیمور،تیمراد

### زنان
- نام‌های عربی گرفته شده از بزرگان دینی و مذهبی، مانند: آمنه، خدیجه، فاطمه، زینب، نرگس، هاجر، مریم، آسیه، بلقیس
- نام‌هایی که کنیه و القاب شخصیت‌های دینی و مذهبی است: طاهره، زهرا، کوثر، طیبه، رقیه
- نام‌ها و صفت‌های عربی و قرآنی: مائده، فائزه، محبوبه، عاطفه
- نام‌هایی که ریشه فارسی دارند و بیشتر از شخصیت‌های شاهنامه و ملکه‌های ایران باستان و قهرمانان تاریخ گرفته شده: تهمینه، سودابه، آناهیتا، ماندانا، فرنگیس، آذر، منیژه، پوراندخت

- نام‌های فارسی که عموماً از القاب لطیف و زیبا خاص جنس مؤنث، گل‌ها و پرندگان است: بنفشه، نیلوفر، سوسن، پرستو، شاپرک، مارال، پریسا، مستانه، ژاله، رؤیا، ساحل، خورشید، فرشته، طلا
- نام‌های اساطیری برگرفته از الهه‌های یونان و روم باستان: آتنا، ونوس
- نام‌های محلی با گویش خاص: جیران (به معنای آهو و غزال) کژال (نام کردی)

## اصطلاحات نام و نام خانوادگی

### عنوان
- آقا ،
- ملا ،
- آیت الله ،
- ثقت الاسلام ،
- درویش ،
- خان ،
- استاد ،
- سید ،
- شاه ،
- افندی ،
- جناب ،

### پیشوند
- حاجی ،
- کربلایی ،
- مشهدی ،
- میر ،
- جناب ،

### پسوند
- 'ی'
- چی،
- یان ،
- ان ،
- پور ،
- زاده ،
- بیگی ،
- نژاد ،
- نیا ،
- فر ،
- بخش ،
- داد ،